# 鹽水大眾廟
23°19′14″N 120°15′50″E / 23.320623°N 120.263906°E

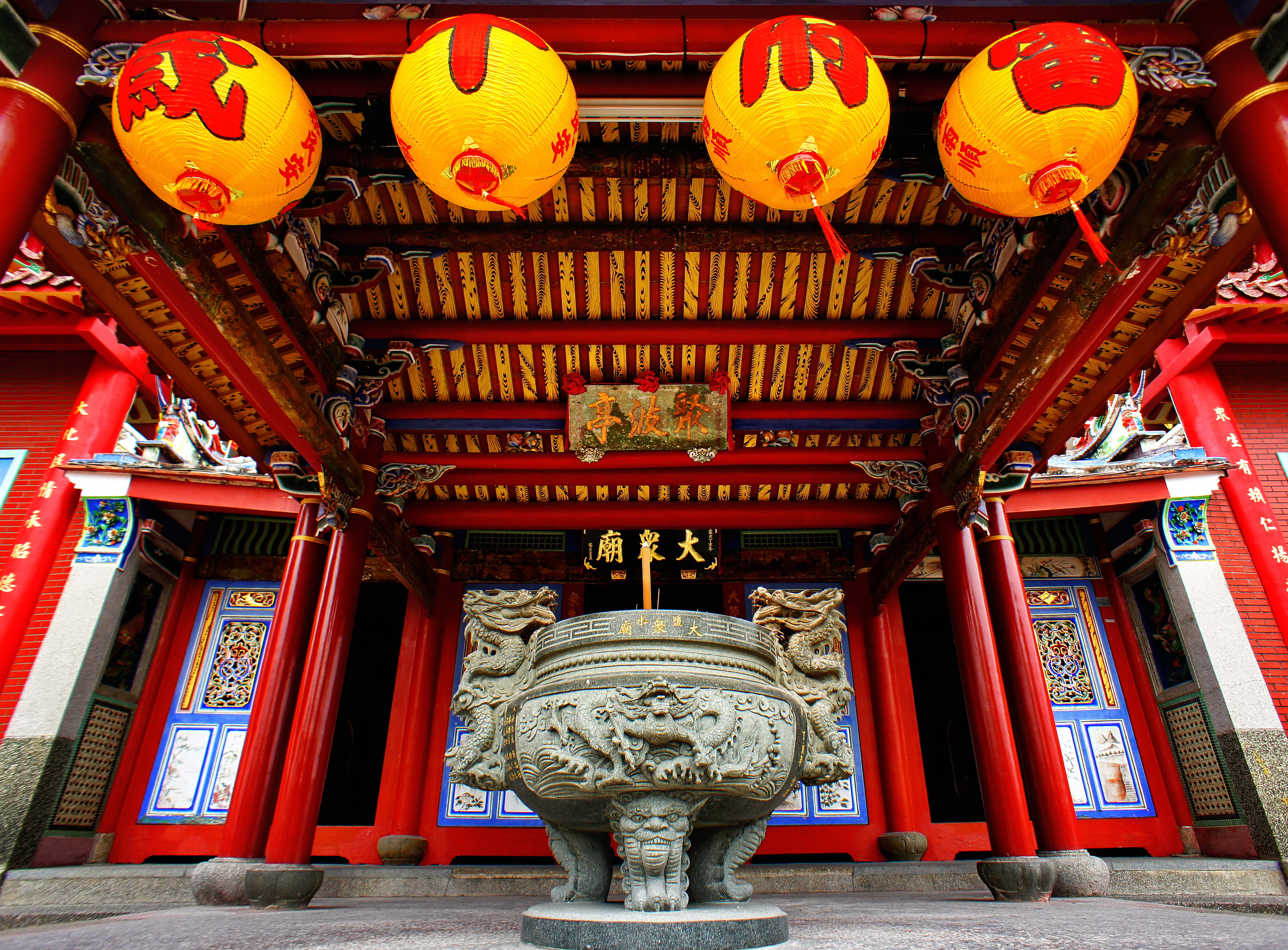
月津港聚波亭

鹽水大眾廟，又名聚波亭大眾廟、月港聚波亭、月津港聚波亭，是位於臺灣臺南市鹽水區的王爺廟，前殿為月津港聚波亭。為鹽水護庇宮二媽角的角頭之一。

## 沿革

### 清治時期
一說乾隆六年（1741年）所建，由往來泉漳與月津等地的船家，在月津港的聚波亭旁興建主祀雷府大將公的廟宇，因此聚波亭變成拜亭。但該廟在日治時期的碑文卻紀錄：「乾隆六年本廟重興建築」。
嘉慶六年（1801年）重修。光緒十三年（1887年），地方仕紳黃存、黃宗琪等倡議重修，仿照聚波亭重建此廟，邀請地方秀才葉瑞西題聯。

### 日治時期
1933年，王清賀、周清溪、黃輝等發起重建，興築前後二大殿與四垂拜亭，於1934年8月15日竣工。並立碑紀念，也記載在乾隆六年本廟重興，在昭和二年（1927年）歲次丁卯七月二十七日因地震而毀，廟名則寫「聚波亭大眾廟」、「月港聚波亭」。

### 戰後時期
1991年，採用現代建築的後殿竣工。
約1990年代，之前在麻將製造廠工作的廟公，將約五千張有瑕疵的麻將牌蓋成一間約一坪、高度只有170公分的小廟，贈給此廟，成為廟中廟。廟方將一尊武財神供奉在其中，吸引信眾上門。

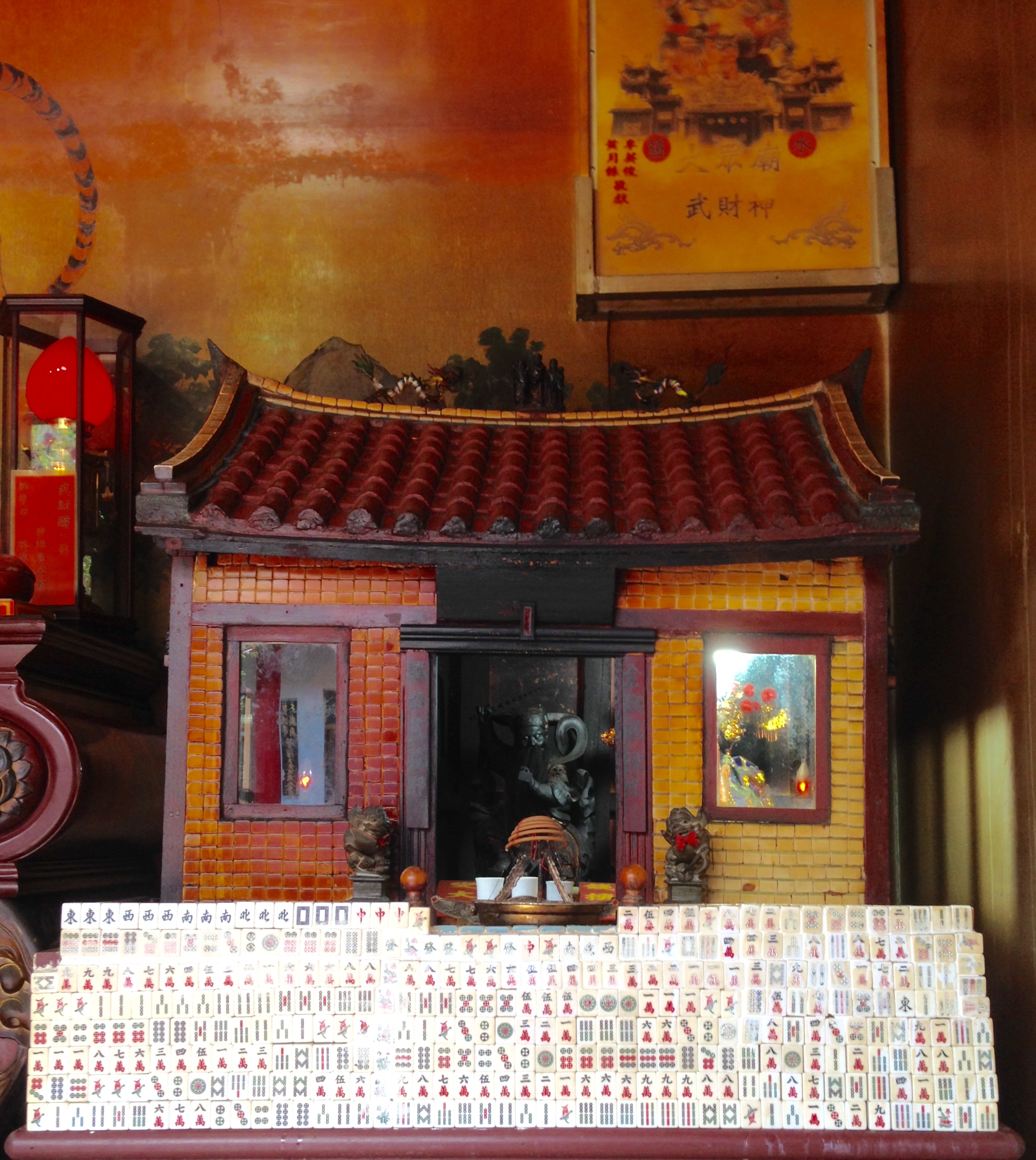
麻將廟

月津港之僅存遺蹟的聚波亭，已為大眾廟之前殿，部分彩繪為蔡草如作品。2000年，管理委員會曾決議拆除聚波亭前殿及四垂拜亭，後來文化資產課、學者專家與該廟管理委員座談後，決議列為縣級古蹟保存下來。2002年11月14日以「月津港聚波亭」之名列為種類為寺廟的古蹟。
2010年代，此廟獲補助七百八十萬元，進行古蹟修復，費時約二年修復竣工，但六年後就立柱、前殿門板彩繪、門檻龜裂、掉漆。台南市政府文資處核准在2013年補助十萬元修復。

## 祭祀
主祀神「雷府大將」，即唐代追隨雙忠抵抗安祿山的雷萬春，又稱雷府千歲，雷府大將軍等，神誕日是農曆六月十五日。又有一說此神是大眾爺所轉化，供奉廟宇實有明顯地緣關係，多集中於臺南沿海地區，除此廟外，還有如七股區十份里正王府、安定區大同里鎮安宮、安定區蘇厝長興宮、安定區蘇厝真護宮、佳里區佳里興震興宮。
配祀黑虎將軍、范謝將軍、地藏王菩薩、觀世音菩薩、註生娘娘、福德正神、十殿閻羅王等，為幾番增建後所陸續配祀。
不同於其他廟宇虎爺是在桌下，此廟虎爺是供奉在神桌上，謂為「天虎」。
從1970年代起，除鬼月外，每逢農曆五、十五、二十五日設鸞壇，由正乩余丁壽、柯天裕兩人扶鸞，廟方還編列成善書。
信徒們還會將准考證、名片放在武財神神像的手上。廟方表示不會隨意取下，直到數量太多才會整理後以儀式火化。